# Закомар'я
Закома́р'я — село в Україні, у Золочівському районі Львівської області. Населення становить ≈200 осіб. Орган місцевого самоврядування — Буська міська рада. В селі розташована дерев'яна церква Собору Пресвятої Богородиці 1782 року [Архівовано 12 січня 2014 у Wayback Machine.].

## Відомі люди
- Мамчур Теодор — визначний військовий діяч УСС та Київської формації січових стрільців, ад'ютант полковника Андрія Мельника;
- Ярослав Пінот-Рудакевич — український актор, член колективу театру Володимира Блавацького та театральної трупи «В п'ятницю»;
- о. Данило Танячкевич — український греко-католицький священик, громадсько-політичний діяч-народовець, публіцист, почесний член «Просвіти», посол до Австрійського парламенту. Був адміністратором капелянії (завідувачем парафії) місцевої церкви у 1868-1875 роках. Від 28 вересня 1875 року й до 1906 року — парохом с. Закомар'я.[3]